# Ezequiel Naya
Ezequiel Naya (Chacabuco, 4 agosto 2001) è un calciatore argentino, attaccante del Deportivo Garcilaso in prestito dall'Estudiantes (LP).

## Carriera
Naya è cresciuto nel settore giovanile dell'Estudiantes (LP) con cui ha debuttato il 17 luglio 2021 nell'incontro di Primera División vinto 3-0 contro il Sarmiento (J). L'11 dicembre seguente ha segnato il suo primo gol nella partita persa 3-2 contro l'Aldosivi.
Nel 2022 è passato in prestito al Dep. Melipilla e l'anno seguente al Nueva Chicago, dove si è reso protagonista di una stagione da titolare in Primera B Nacional. Rientrato all'Estudiantes, ha iniziato la stagione con il club biancorosso per poi passare in prestito al Sarmiento (J) a giugno.

## Statistiche

### Presenze e reti nei club
Statistiche aggiornate al 4 agosto 2024.
| Stagione        | Squadra          | Campionato      | Campionato | Campionato | Coppe nazionali | Coppe nazionali | Coppe nazionali | Coppe continentali | Coppe continentali | Coppe continentali | Altre coppe | Altre coppe | Altre coppe | Totale | Totale | Totale |
| Stagione        | Squadra          | Comp            | Pres       | Reti       | Comp            | Pres            | Reti            | Comp               | Pres               | Reti               | Comp        | Pres        | Reti        | Pres   | Reti   |        |
| --------------- | ---------------- | --------------- | ---------- | ---------- | --------------- | --------------- | --------------- | ------------------ | ------------------ | ------------------ | ----------- | ----------- | ----------- | ------ | ------ | ------ |
| 2021            | Estudiantes (LP) | PD              | 3          | 1          | CA+CdL          | 0               | 0               |                    | -                  | -                  |             | -           | -           | 3      | 1      |        |
| 2022            | Dep. Melipilla   | 1B              | 13         | 1          | CC              | 0               | 0               |                    | -                  | -                  |             | -           | -           | 13     | 1      |        |
| 2023            | Nueva Chicago    | PD              | 32         | 7          | CA+CdL          | 0               | 0               |                    | -                  | -                  |             | -           | -           | 32     | 7      |        |
| 2024            | Estudiantes (LP) | PD              | 1          | 0          | CA+CdL          | 0+5             | 0               | CL                 | 1                  | 0                  |             | -           | -           | 7      | 0      |        |
| 2024            | Sarmiento (J)    | PD              | 3          | 1          | CA              | 0               | 0               |                    | -                  | -                  |             | -           | -           | 3      | 1      |        |
| Totale carriera | Totale carriera  | Totale carriera | 51         | 10         |                 | 5               | 0               |                    | 1                  | 0                  |             | -           | -           | 57     | 10     |        |

## Palmarès

### Club

#### Competizioni nazionali
- Copa de la Liga Profesional: 1

Estudiantes (LP): 2024